# IC 1186
IC 1186  ist eine Balken-Spiralgalaxie mit aktivem Galaxienkern vom Hubble-Typ SBb im Sternbild Herkules am Nordsternhimmel. Sie ist schätzungsweise 471 Millionen Lichtjahre von der Milchstraße entfernt und hat einen Durchmesser von etwa 110.000 Lj. Die Galaxie ist Mitglied des Herkules-Galaxienhaufens Abell 2151.
Im selben Himmelsareal befinden sich u. a. die Galaxien IC 1173, IC 1178, IC 1181, IC 1188.
Das Objekt wurde am 15. August 1892 vom französischen Astronomen Stéphane Javelle entdeckt.